# 南圣地亚哥
南圣地亚哥是巴西圣卡塔琳娜州的一个市镇。总面积73.562平方公里，总人口1450人，人口密度19.7人/平方公里。